# Sacha Banse
Sacha Banse (16 maart 2001) is een Burkinees-Belgisch voetballer die in het seizoen 2023/24 door Standard Luik wordt uitgeleend aan Valenciennes FC.

## Clubcarrière
In juli 2022 maakte Banse de overstap van KAA Gent naar Standard Luik, weliswaar met de bedoeling om uit te komen voor SL16 FC, het tweede elftal van de club dat vanaf het seizoen 2022/23 uitkomt in Eerste klasse B. Banse was in zijn debuutseizoen bij Standard een vaste waarde bij de beloften: in de reguliere competitie miste hij geen enkele wedstrijd, in de play-downs ontbrak hij slechts twee keer. Op 3 juni 2023 maakte hij zijn officiële debuut in het eerste elftal van de club: op de slotspeeldag van de Europe play-offs liet trainer Ronny Deila hem in de 3-1-nederlaag tegen KAA Gent in de 81e minuut invallen voor Marlon Fossey.
In het begin van het seizoen kreeg Banse, die in juli 2023 zijn contract bij Standard verlengde tot 2026, kansen van Carl Hoefkens in het eerste elftal: op competitiespeeldagen twee, drie en vier mocht hij invallen tegen respectievelijk Union Sint-Gillis, Sporting Charleroi en Cercle Brugge. Op 1 september 2023 kondigde Standard evenwel aan dat Bansé voor de rest van het seizoen uitgeleend werd aan de Franse tweedeklasser Valenciennes FC.

## Clubstatistieken
| Seizoen         | Club              | Land               | Competitie      | Competitie | Competitie | Beker | Beker | Supercup | Supercup | Europees | Europees | Totaal | Totaal |
| Seizoen         | Club              | Land               | Competitie      | Wed.       | Dlp.       | Wed.  | Dlp.  | Wed.     | Dlp.     | Wed.     | Dlp.     | Wed.   | Dlp.   |
| --------------- | ----------------- | ------------------ | --------------- | ---------- | ---------- | ----- | ----- | -------- | -------- | -------- | -------- | ------ | ------ |
| 2022/23         | SL16 FC           | Vlag van België    | Eerste klasse B | 30         | 1          | —     | —     | —        | —        | —        | —        | 30     | 1      |
| 2022/23         | Standard Luik     | Vlag van België    | Eerste klasse A | 1          | 0          | 0     | 0     | —        | —        | —        | —        | 1      | 0      |
| 2023/24         | Standard Luik     | Vlag van België    | Eerste klasse A | 3          | 0          | 0     | 0     | —        | —        | —        | —        | 3      | 0      |
| 2023/24         | → Valenciennes FC | Vlag van Frankrijk | Ligue 2         | 15         | 0          | 3     | 0     | —        | —        | —        | —        | 18     | 0      |
| Carrière totaal | Carrière totaal   | Carrière totaal    | Carrière totaal | 49         | 1          | 3     | 0     | 0        | 0        | 0        | 0        | 52     | 1      |

Bijgewerkt op 5 maart 2024.

## Interlandcarrière
Banse kwam tussen 2015 en 2016 vier keer uit voor België –15. In 2023 werd hij voor het eerst opgeroepen voor Burkina Faso. Op 18 juni 2023 zat hij op de bank in de Afrika Cup-kwalificatiewedstrijd tegen Kaapverdië. Op 5 januari 2024 maakte hij zijn interlanddebuut in een vriendschappelijke interland tegen Iran (2-1-verlies). Banse was op dat moment al zeker van deelname aan de Afrika Cup 2023 met Burkina Faso. Bondscoach Hubert Velud liet hem in de derde groepswedstrijd tegen Angola (2-0-verlies) in de slotfase invallen. In de achtste finale liet Velud hem een dikke twintig minuten voor tijd, toen de 2-1-eindstand in het voordeel van Mali al op het scorebord stond, invallen voor Ismahila Ouédraogo.
| Interlands van Sacha Banse     | Interlands van Sacha Banse     | Interlands van Sacha Banse     | Interlands van Sacha Banse     | Interlands van Sacha Banse     | Interlands van Sacha Banse     | Interlands van Sacha Banse     |
| No.                            | Datum                          | Wedstrijd                      | Uitslag                        | Soort Wedstrijd                | Doelpunten                     |                                |
| Als speler bij Valenciennes FC | Als speler bij Valenciennes FC | Als speler bij Valenciennes FC | Als speler bij Valenciennes FC | Als speler bij Valenciennes FC | Als speler bij Valenciennes FC | Als speler bij Valenciennes FC |
| ------------------------------ | ------------------------------ | ------------------------------ | ------------------------------ | ------------------------------ | ------------------------------ | ------------------------------ |
| 1.                             | 5 januari 2024                 | Iran – Burkina Faso            | 2 – 1                          | Vriendschappelijk              | -                              |                                |
| 2.                             | 10 januari 2024                | Congo-Kinshasa – Burkina Faso  | 1 – 2                          | Vriendschappelijk              | -                              |                                |
| 3.                             | 23 januari 2024                | Angola – Burkina Faso          | 2 – 0                          | Afrika Cup 2023                | -                              |                                |
| 4.                             | 30 januari 2024                | Mali – Burkina Faso            | 2 – 1                          | Afrika Cup 2023                | -                              |                                |
| Totaal                         | Totaal                         | Totaal                         | Totaal                         | Totaal                         | -                              |                                |

Bijgewerkt tot 5 maart 2024